# Arp 251
Arp 251 ist ein interagierendes Galaxientriplett im Sternbild Walfisch.
Halton Arp gliederte seinen Katalog ungewöhnlicher Galaxien nach rein morphologischen Kriterien in Gruppen. Diese Galaxie gehört zu der Klasse Galaxien mit Anzeichen für eine Aufspaltung.